# Refuge du Promontoire
Il refuge du Promontoire (3.092 m s.l.m.) si trova nel massiccio des Écrins sull'éperon du Promontoire nel versante sud della Meije.

## Storia
Un primo rifugio in legno fu costruito nel 1920. Nel 1966 fu sostituito con l'attuale in alluminio.

## Accesso
Si può salire al rifugio partendo dalla località La Bérarde, passando dal refuge du Châtelleret (2.232 m) e risalendo il glacier des Etançons in circa quattro/cinque ore.
In alternativa si può salire al rifugio partendo da La Grave e superando la brêche de la Meije.

## Ascensioni
- Meije - 3.983 m

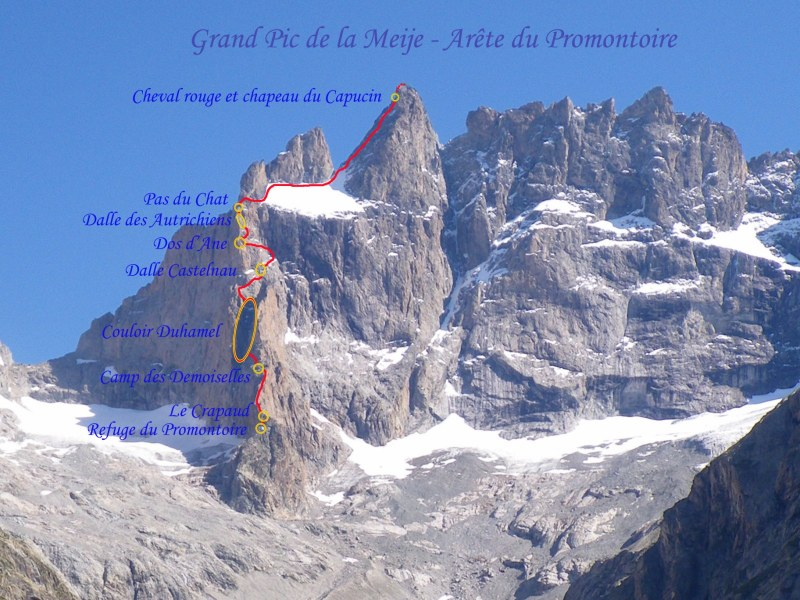
Illustrazione della salita alla Meije con partenza dal rifugio.

Arcangeli Franco nell'estate del 2020 ha effettuato l'ascesa a questo rifugio